# Есеј ет Мезере
Есеј ет Мезере (фр. Essey-et-Maizerais) насеље је и општина у североисточној Француској у региону Лорена, у департману Мерт и Мозел која припада префектури Тул.
По подацима из 2011. године у општини је живело 392 становника, а густина насељености је износила 30,11 становника/km². Општина се простире на површини од 13,02 km². Налази се на средњој надморској висини од 212 метара (максималној 286 m, а минималној 213 m).

## Демографија
| 1962. | 1968. | 1975. | 1982. | 1990. | 1999. | 2011. |
| ----- | ----- | ----- | ----- | ----- | ----- | ----- |
| 333   | 351   | 310   | 302   | 284   | 370   | 392   |

График промене броја становника у току последњих година